# The Shipper
The Shipper (em tailandês:  The Shipper – จิ้นนายกลายเป็นฉัน; RTGS: The Shipper: Chin Nai Klai Pen Chan) é uma telenovela tailandesa exibida pela GMM 25 desde 22 de maio de 2020, estrelada por Kanaphan Puitrakul, Sureeyares Yakares, Pusit Disthapisit, Pawat Chittsawangdee, Kanyarat Ruangrung e Benyapa Jeenprasom.

## Enredo
Pan (Sureeyares Yakares) é uma ardente expedidora de seus filhos mais velhos, a estudante modelo Kim (Kanaphan Puitrakul) e a durona Way (Pusit Disthapisit), apesar de os dois serem apenas melhores amigos e serem heterossexuais. Ela e seu colega remetente Kim-Way Soda (Kanyarat Ruangrung) estão escrevendo um romance yaoi sobre os dois meninos. Logo, as coisas ficam feias para Pan e Soda, quando Kim e Way se envolvem em uma briga com um valentão que leu o romance e provocou a dupla por serem homossexuais. Way, que já está em liberdade condicional por crimes anteriores, é expulso. A atrevida namorada de Way Phingphing (Benyapa Jeenprasom) aprende sobre o Kim-Way yaoi e ordena que seus amigos encontrem e tragam seus autores para ela.
Superada com a culpa, Pan fala com Kim sobre o romance yaoi, mas a bondosa Kim se oferece para levá-la para casa. Pan e Kim se envolvem em um acidente na estrada e se encontram no limbo, onde encontram Yommathut (Watchara Sukchum), o anjo da morte. A divindade apareceu diante deles para levá-los à vida após a morte, embora os dois jovens mortais aprendam que ainda não estão mortos. Percebendo seu erro, Yommathut os envia de volta ao mundo mortal, mas, no processo, ela acidentalmente troca seus corpos. Pan (Kanaphan Puitrakul) acorda em um hospital, apenas para se encontrar no corpo de Kim, enquanto a verdadeira Kim está inconsciente dentro de seu corpo real.
Sem noção de como consertar o erro, Yommathut promete a Pan que ela encontrará uma maneira de trocar ela e Kim de volta. Enquanto isso, Pan finge ser Kim e tem que garantir que ninguém descubra a verdade. Mas a troca de corpos tornou-se uma chance para ela e ela e o navio Kim-Way de Soda se tornarem realidade.

## Elenco

### Elenco principal
- Kanaphan Puitrakul (First) como Kimhan "Kim" Dhamrong-rattanaroj / Pan (no corpo de Kim)
- Sureeyares Yakares (Prigkhing) como Pan / Kim (no corpo de Pan)
- Pusit Disthapisit (Fluke) como Way
- Pawat Chittsawangdee (Ohm) como Khemachat "Khet" Dhamrong-rattanaroj
- Kanyarat Ruangrung (Ploy) como Soda
- Benyapa Jeenprasom (View) como Phingphing

### Elenco de apoio
- Watchara Sukchum (Jennie Panhan) como Yommathut
- Warinda Damrongphon (Dada) como professora Angkana
- Waratchaya Ophat-sirirat como Nun
- Chinnaphat Charat-uraisin como Somza
- Photcharaphon Thepsukdi como Pongpol (Off)
- Wirawit Charoensupphasutthirat como Pipe
- Phiradon Si-osot como X

### Participação especial
- Jumpol Adulkittiporn (Off) (Ep. 12)
- Atthaphan Phunsawat (Gun) (Ep. 12)

## Trilha sonora
| Título da música | Título romanizado | Artista(s)  | Ref. |
| ---------------- | ----------------- | ----------- | ---- |
| แคร์ไกลไกล        | Kae Glai Glai     | La-Ong-Fong |      |